# Комана (Джурджу)
Комана (рум. Comana) — село у повіті Джурджу в Румунії. Входить до складу комуни Комана.
Село розташоване на відстані 29 км на південь від Бухареста, 33 км на північний схід від Джурджу.

## Населення
За даними перепису населення 2002 року у селі проживали 2223 особи.
Національний склад населення села:
| Національність | Кількість осіб | Відсоток |
| -------------- | -------------- | -------- |
| румуни         | 1685           | 75,8%    |
| цигани         | 532            | 23,9%    |

Рідною мовою назвали:
| Мова      | Кількість осіб | Відсоток |
| --------- | -------------- | -------- |
| румунська | 2217           | 99,7%    |
| циганська | 5              | 0,2%     |